# Docklands Light Railway
Docklands Light Railway (DLR) je systém bezobslužné lehké kolejové městské hromadné dopravy ve východní části Londýna, v oblasti Docklands. DLR je oddělen od metra, má oddělenou dráhu, ale stejné vlakové soupravy ale v místech, kde se tyto dva systémy potkávají jsou integrovány, včetně jednotného systému jízdného. Trasy DLR jsou zobrazeny na mapě metra. Všechny vlaky jsou řízeny počítačově bez přítomnosti řidiče, i když v soupravě je vždy přítomen pracovník DLR (Passenger service agent - PSA ), kterému můžeme říkat i revizor, neboť kontroluje jízdné, protože na DLR jsou automaty na koupi jízdného, které nejsou krom kamer kontrolovány. Tento revizor je zodpovědný za kontrolu jízdného a také v případě výpadku počítačového řízení přebírá řízení soupravy.

## Historie

### Původní systém

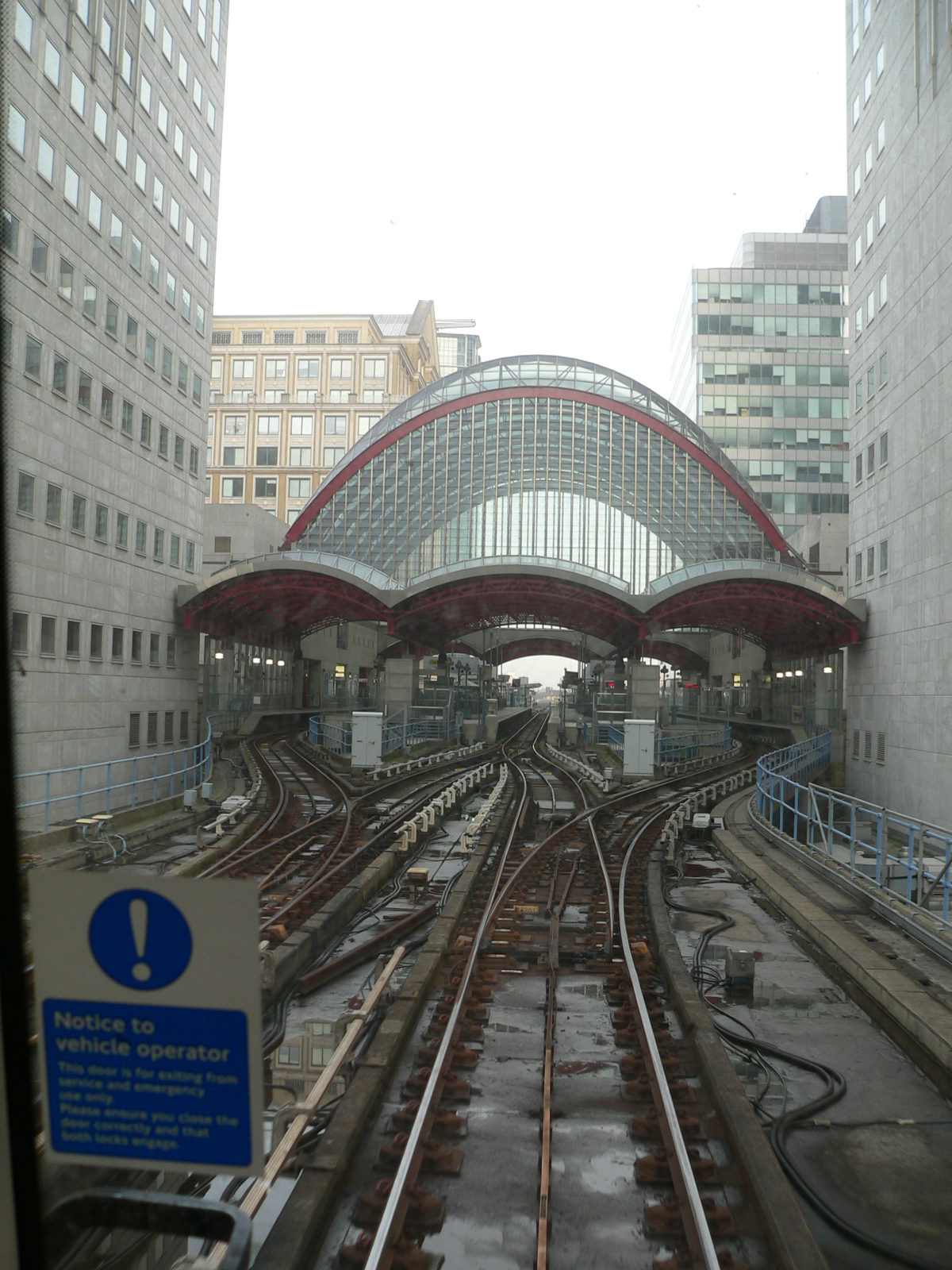
Stanice Canary Wharf

Myšlenka DLR byla formulována na konci 80. let 20. století rozvojovou společností oblasti Docklands - London Docklands Development Corporation (LDDC) jako podpora obnovy bývalých doků ve východním Londýně, které zůstaly opuštěné od 60. let. Podle původního návrhu se jednalo o nadzemní dráhu sestávající ze tří tras s konečnými stanicemi v Tower Gateway, Stratfordu a Island Gardens.
Původní myšlenkou bylo použití lehkých souprav odvozených z tramvají s trakčním vedením nad vozidlem. LDCC chtěla použít modernější technologii a tak byl navržen bezobslužný, automaticky řízený systém s třetí trakční kolejnicí ale vozové soupravy byly odvozeny z tramvajových vozidel.
Trať byla vybudována na vyvýšeném betonovém pásu nebo na nepoužívaných železničních tratích. Systém byl slavnostně uveden do provozu za účasti královny Alžběty II. 31. července 1987 a běžný provoz byl zahájen 31. srpna.
Původní systém měl v době zahájení provozu charakter lehké železnice, s jednovozovými soupravami. Tři trasy o délce 13 km, se křížily v uzlu poblíž Poplar a spojení bylo zajišťováno mezi všemi třemi konečnými stanicemi.

### První rozšíření
Původní systém se ukázal jako příliš lehký pro to co měl zajišťovat, vzhledem k tomu, že oblast Docklands se stávala významným finančním centrem s velkým počtem zaměstnanců. Navíc umístění stanice Tower Gateway situované na okraji finančního centra v City, bylo kritizováno pro špatnou dostupnost.
Výsledkem první etapy rozvoje DLR bylo prodloužení nástupišť a souprav na dvouvozovou jednotku a rozšíření trasy (vedené tunelem) do centra City ke stanici metra Bank a Monument, která byla otevřena v roce 1991. Tato větev odbočovala z původní západní trasy ve stanici Tower Gateway. Byl obnoven i původní vozový park, který nevyhovoval provozu v podzemí.

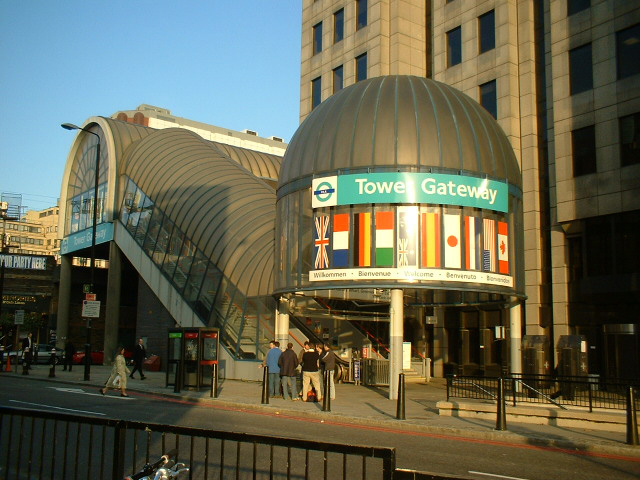
Stanice Tower gateway

V té době se také objevila potřeba rozšíření dopravního spojení do části na východ od Docklands, aby byl podpořen její rozvoj. Byla vybudována čtvrtá trasa z Poplaru přes křižovatku Canning Town do Becktonu podél severní části komplexu královských doků. Součástí této úpravy byla i rekonstrukce původního uzlu v Poplaru na soustavu oddělených uzlů východně od Poplaru a byla vybudována soustavu uzlů na místě odboček trasy Stratford a Beckton. Stanice Poplar byla rekonstruována aby umožňovala křížení spojů mezi těmito dvěma trasami.
Růst kancelářského komplexu Canary Wharf si vyžádal rekonstrukci stanice Canary Wharf z malé zastávky na úrovni silnice na velký komplex se šesti nástupišti, který obsluhoval tři trati, s velkou kulatou střechou integrovanou do obchodního komplexu.
Nárůst počtu lidí pracujících v Canary Wharf vyžadoval podporu jejich dopravy do jihovýchodních obytných částí města. Tento problém byl řešen rozšířením DLR ze stanice Island Gardens tunelem pod řekou Temže přes Greenwich a dále podél Deptford Creek k železničnímu uzlu v Lewishamu. Kromě dvou nových zastávek umožňujících přestup na železnici (Greenwich a Lewisham) zajišťuje tato trasa i dopravu turistů do oblasti Greenwich (stanice Cutty Sark).

### Současný stav
Současný DLR má délku tratí 27 km. Trasy DLR – jižní do Lewishamu, severní do Stratfordu, východní do Becktonu a do centra Londýna (stanice Bank a Tower Gateway). Severní a jižní trasa má konečnou stanici (Stratford a Lewisham) na zastávkách National Rail. Další přímé přestupy mezi DLR a železnicí jsou ve stanicích Limehouse, Canning Town a Greenwich.
Soupravy DLR zastavují v každé stanici na trase.
Obsluhu a údržbu DLR zajišťují od roku 1992 soukromé společnosti na základě dlouholetého kontraktu uzavřeného s Transport for London.
V současnosti jsou před dokončením, nebo se připravují některé rozšíření DLR – prodloužení východní trasy k North Woolwich pro dopravu k letišti London City, prodloužení této trasy tunelem pod Temží až do Woolwich Arsenal, prodloužení trasy k stanici vlaků Eurostar ve stanici Stratford.
Plánována je rovněž rekonstrukce nástupišť na trase Bank – Lewisham tak, aby bylo možno provozovat soupravy se třemi vozy.

## Vozový park

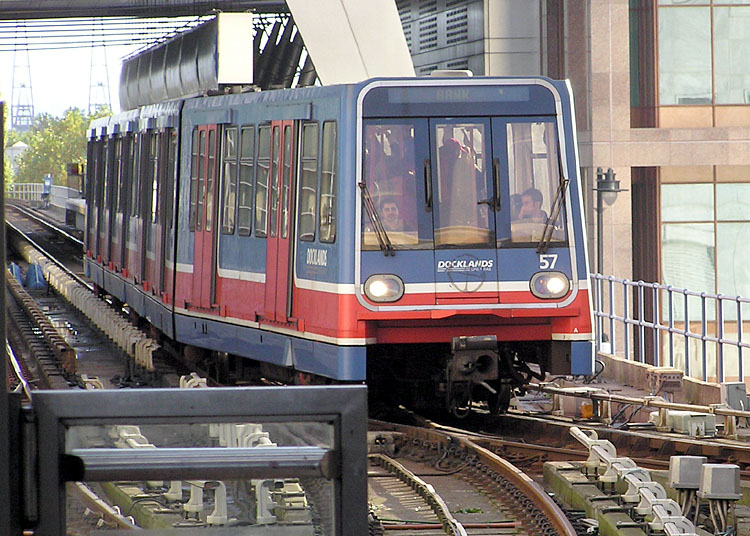
Souprava DLR vjíždí do stanice Canary Wharf

Vozový park DLR tvoří vysokopodlažní, obousměrná, jednokloubová vozidla se čtyřmi dveřmi na každé straně. Vlaková souprava je tvořena dvěma nebo třemi vozidly. Vůz nemá kabinu pro řidiče i když obsahuje uzamčený ovládací panel na každém konci vozu, pomocí něhož PSA může řídit vůz v případě výpadku počítačového ovládání. Další ovládací panely umístěné u každých dveří, umožňují PSA ovládat dveře a podávat informace cestujícím.
Původní vozový park z roku 1987 obsahoval 11 lehkých vlakových souprav, vyrobených v roce 1986 v Německu. Byly vyrobeny pro pozemní provoz a vzhledem k nedostatečnému protipožárnímu zabezpečení nemohly být použity na podzemní trase do stanice Bank. S ohledem na tento fakt a vzhledem k tomu, že přestavba na nový signalizační systém by byla příliš nákladná byly tyto vozy prodány.
Pro rozšířené trasy DLR společnost Bombardier dodala v roce 1991 23 vozů typu B90 a v období let 1993 až 1995 47 vozů typu B92 a v letech 2001 až 2002 dalších 24 vozů typu B2K. Vyznačují se běžným designem, jsou schopné provozu ve skupině dvou vozidel a jsou v provozu do současnosti.
V květnu 2005 společnost Bombardier oznámila úmysl nabídnout dalších 24 vozů s novým designem, které by mohly být provozovány v třívozové soupravě. Tyto vozy budou zajišťovat po rekonstrukci stanic, plánované na období let 2007 až 2008, dopravu na trase Bank – Lewisham.

## Jízdné
Hlavní články o systému jízdenek v londýnské městské dopravě – Travelcard a Oyster card
Jednoduché a zpáteční jízdné odpovídá jízdnému v rámci zón používaných například v metru a Travelcard pro odpovídající zónu je platná.
Existují i jednodenní a dlouhodobé jízdenky platné pouze pro cesty na DLR (Rower) a jednodenní jízdenky platné pro DLR a říční dopravu. V rámci DLR je možno použít i Oyster card. Zaznamenání vstupu a odchodu přiložením této karty ke čtečce je požadováno na vybraných stanicích.
Jízdenky platné na DLR musí být teoreticky zakoupeny před vstupem na stanici DLR. Na většině stanic DLR nejsou vstupní brány, u kterých by byla kontrolována platnost jízdenky (oproti metru). Platnost jízdenky (a záznam přiložení Oyster card ke čtečce při vstupu na stanici) je kontrolována PSA během jízdy vlaku. Výjimkou jsou stanice Bank, Canning Town a Stratford kde je stanice DLR totožná se stanicí metra nebo železnice.